# ادعني بروكلين (رواية)
رواية ادعني بروكلين (بالاسبانية: Llámame Brooklyn) رواية اسبانية للكاتب الاسباني ادواردو لاغو والتي فاز عنها عام 2006 بجائزة نادال في إسبانيا. نالت الرواية مرتبة جيدة بتصنيف صحيفة نيويورك بوست للكتب